# 11.º Corpo do Império Otomano
O 11.º Corpo do Império Otomano (em turco: 11 nci Kolordu ou On Birinci Kolordu) foi um dos corpos do exército otomano. Foi formado no início do século XX durante as reformas militares otomanas.

## Formação
Com novas reorganizações do exército otomano, para incluir a criação de quartéis-generais de nível de corpo, em 1911 o 11.º Corpo foi sediado em Vã. O corpo antes da Primeira Guerra dos Balcãs em 1911 foi estruturado como tal:
- 11.ª Corpo, Vã
  - 33.ª Divisão de Infantaria, Vã
    - 88.º Regimento de Infantaria, Vã
    - 89.º Regimento de Infantaria, Bascale
    - 90.º Regimento de Infantaria, Baiezite
    - 33.º Batalhão de Fuzileiros, Vã
    - Bando da 33.ª Divisão, Vã

  - 34.ª Divisão de Infantaria, Muxe
    - 91.º Regimento de Infantaria, Muxe
    - 92.º Regimento de Infantaria, Manzicerta
    - 93.º Regimento de Infantaria, Cara Quilisse
    - 34.º Batalhão de Fuzileiros, Iêmen
    - Bando da 34.ª Divisão, Muxe
- Unidades do 9.º Corpo
- 23.º Regimento de Cavalaria, Vã
- 21.º Batalhão de Artilharia de Campanha, Vã
- 11.º Batalhão de Transporte, Vã
- 22.º Batalhão de Artilharia de Montanha
- Companhias de Fronteira x 8